# سد بز
 سد بُـز ، سد تاريخي قديم في البادية الجنوبية لضيعة كوخرد في منطقة باغ زرد التابعة لناحية كوخرد ( بالفارسية: بخش كوخرد ) من توابع مدينة بستك في محافظة هرمزگان في جنوب إيران. السدود جدار اسمنتية يقيمونها في عرض الأودية لكي يمنع جريان المياه في الأودية وتجميعها خلف السد، ثم الاستفادة منها للري. كان يوجد في القديم سدان كبيران في كوخرد.
- يصف الشاعر الكوخردي الكبير راستي سد بُـز في هذه الأبيات بالفارسية قائلاً:

## موقع السد
يقع هذا السد في جنوب شرقي البلاد، في أسفل هضبة جلالي من جهة الشرق، ومن الشمال نهر مهران، ومن الجنوب «کوه خآب» وسد بست كز، ومن الغرب جابر وسد جابر. ومن ناحية الشرق مدعاجون وبشكرو.
وكان يغذي هذا السد منطقة شاسعة من الأراضي الزراعية ومزارع النخيل بالمياه العذبة، حيث كان يصل مياه السد إلى المناطق التالية: باغ زرد ومدعاجون وبيك أحمد وجابر الشرق وبشكروا حيث أراضي زراعية شاسعة خصبة لزراعة القمح والشعير. لقد شيد هذا السد في القرن الثامن أو بداية القرن التاسع الهجري، وقبيلة آل جعفر هم الذين بنوا هذا السد، وكانوا يشرفون على صيانته وتوزيع مياهه بالتساوي على المزارعين عدة قرون. وكانوا المزارعين القدماء يسقون مزارعهم بمياه صافية ونقية، حيث كانوا يخزنون مياه 
سد «  بُــز  » (1) خلف «چَشکَ» (2)، حتى يصفى الماء من الوحل والشوائب،  ومن ثم يسقون مزارع النخيل والبساتين بمياه صافية ونقية، و«چَشکَ» فتحات اصطناعية مبنية من الحصى العريضة والصاروج (3)، في وادي باغ زرد، وبقايا آثاره باقية حتى الآن، وبعد وفات عميد «قبيلة آل جعفر»، دب الخلاف بين أفراد القبيلة على تقسيم المياه، وافترقت القبيلة عن بعضها البعض وقاموا بهجرة جماعية إلى البلدان العربية المجاورة، منهم من ركب البحر وهاجر إلى سلطنة عمان، ومنهم من استقر في امارة الشارقة، حيث كانوا يقضون الشتاء في الهجرة، وفي الصيف يعودون إلى بلادهم، حيث مزارع النخيل اليانعة وثمارها الطازجة. ومع هجرت مالكي السد أهمل السد، حيث لم يقم أحد بصيانته كما ينبغي وبمرور الزمن وتراكم المياه خلفه، تصدع جدرانه وأخذ يتساقط شيءً فشياً حتى سقط وهدم نهائياً في عام 1301 للهجرة.

## سبب تسميته
سميت بسد بز نسبتاً إلى الحاج جعفر الكبير، وكان الحاج جعفر تاجراً للمواشي والأغنام، حيث كان يتردد على مدن وقرى مجاورة لكوخرد يشتري ويبيع الأغنام، وكان معروفاً لديهم «بتاجر أغنام»، وكانوا يدعونه (مَردِ بُـزي) أي الرجل الذي لديه قطيع الغنم، وكان يمتلك قطعان كبيرة من الأغنام والمواشي والابل،  وكان تاجراً مشهوراً في زمانه. وكان قد أسقر في بلدة لطيفي من توابع مدينة لار بضعة أعوام، وهو يمارس هذه المهنة يبيع ويشتري الغنم، ولطيفي بلدة عامرة تقع في شمال شرقي لمدينة لار، وهناك لقب بــ[مَردِ بُـزي]، أي تاجر أغنام، وسار مشهوراً بهذا الاسم لدى سكان البلدة حتى كان ينسى اسمه الحقيقي. وأحفاده من بعد أشتهروا بهذا اللقب وأصبحت كنيتهم (قَوم بُز)، أو قبيلة «بـُزيا» كما يقولون، حيث أن الكنية والألقاب رائجة في كوخرد حتى يومنا هذا.

## فكرة إنشاء السد
وكان الحاج جعفر أول من فكر في إنشاء حاجر على مجرى وادي بست كز، لما رآى من هدر كميات كبيرة من الماء العذب التي تجرفها الأمطار والسيول، لذا فكر في إنشاء جدار منيع في وسط «وادي بست گز» حتى يمنع جريان الماء وتجميعها خلفه، ثم استفاده منها، حيث قام ببيع قطيع من أغنامه من (الماعز والخراف)، وبثمن الأغنام بنا هذا السد العظيم وسمى السد «سد بز» أي (سد الغَنـَم)، بقايا آثاره باقية في وادي بست گز. هناك روايه أخرى تقول أن فكرة أنشاء السد كان يراود الحاج جعفر طوال حياته، وبدأ بأنشاء هذا السد في أواخر عمره، ولكن وافته المنية قبل أن يكمل بناء السد، وجاؤوا أبناء وأحفاده من بعده وأكملوا مابدأ جدهم، وأكملوا بناء السد في نفس الموقع الذي أختاره جدهم وأطلقوا عليه اسم (سد بُز) (4)، تخليداً لذكرى جدهم الأول الحاج جعفر الكبير (5) وعرفاناً له.
- 1.  بُــز: كلمه فارسية بمعنى الضأن، البز: ضرب من الثـياب. اَلبـّـز: والبـِـزَّة: السلاح ويدخل فيه الدرع والمغفر والسيف.
  2.  چَشکَ: لفظة فارسية معناها العين.
  3.  الصاروج: من المواد الرئيسية التي تسخدم في عملية ترميم القلاع والحصون والمساجد الأثرية، وهو عبارة عن نوعية من الطين المحروق عند درجة حرارة معية.
  4.  سد بُز: اسم لموقع به سد تاريخي عظيم. وبُـز: كنية لقبيلة مشهورة في كوخرد.
  5.  الحاج جعفر الكبير: هو: الحاج جعفر بن محمد بن أحمد آل جعفر، سليل عائلة آل جعفر الكرام، يقال أن نسبه يرجع إلى جعفر الطيار.